# KRTAP7-1
KRTAP7-1 (англ. Keratin associated protein 7-1 (gene/pseudogene)) – білок, який кодується однойменним геном, розташованим у людей на довгому плечі 21-ї хромосоми. Довжина поліпептидного ланцюга білка становить 87 амінокислот, а молекулярна маса — 9 288.
| 10         |  | 20         |  | 30         |  | 40         |  | 50         |
| ---------- |  | ---------- |  | ---------- |  | ---------- |  | ---------- |
| MTRYFCCGSY |  | FPGYPIYGTN |  | FHGTFRATPL |  | NCVVPLGSPL |  | NYGCGCNGYS |
| SLGYSFGGSN |  | INNLGGCYGG |  | SFYRPWGSGS |  | GFGYSTY    |  |            |

A: Аланін

C: Цистеїн

F: Фенілаланін

G: Гліцин

H: Гістидин

I: Ізолейцин

L: Лейцин

M: Метіонін

N: Аспарагін

P: Пролін

R: Аргінін

S: Серин

T: Треонін

V: Валін

W: Триптофан